# Hippopsis apicalis
Hippopsis apicalis là một loài bọ cánh cứng trong họ Cerambycidae.